# СКАД-Ялпуг
«СКАД-Ялпуг» — украинский футбольный клуб из Болграда Одесской области.
Аббревиатура СКАД расшифровывается как спортивный клуб аэромобильной дивизии, Ялпуг — крупнейшее природное озеро Украины, которое находится на Юго-Западе Украины в Одесской области.
Клубные цвета: красные и белые.

## История
Профессиональный статус команда обрела 4 июля 2011 года, получив аттестат, дающий право участвовать во второй лиге чемпионата Украины. До этого команда выступала в областных и районных соревнованиях, начиная ещё с 1950-х годов.
Первого серьёзного успеха футболисты Болграда добились в 1964 году, завоевав бронзовые медали чемпионата Одесской области. В финальном турнире, который прошёл в Одессе, болградский «Темп», как тогда называлась команда, проиграл только чемпиону области — сильному коллективу одесского «Таксомотора», а серебряному призёру — котовской «Звезде» — уступил лишь по разнице забитых и пропущенных мячей.
После этого звёзд с неба команда не хватала, периодически вообще исчезая из числа участников соревнований сильнейших команд Одесской области.
В разные годы команда носила названия: «Темп», «Ялпуг», «СКАД-Ялпуг», «Олимп», «СКАД-БСЗ», «Буджак».
В 2007 году, после очередного неудачного возвращения команды в высшую лигу чемпионата области, футбольный Болград снова исчез из поля зрения. А в 2011 году по инициативе первого заместителя Болградской райгосадминистрации Владимира Юсина был возрождён футбольный клуб «СКАД-Ялпуг» с перспективой выступлений в соревнованиях команд мастеров.
27 апреля 2011 года домашним матчем с кировоградским «Олимпиком» (2:0) команда дебютировала в чемпионате Украины среди любительских коллективов в группе 3, финишировала в которой на предпоследнем месте.
В сезоне-2011/12 — 16 июля 2011 года — «СКАД-Ялпуг» дебютировал в соревнованиях команд мастеров матчем предварительного раунда Кубка Украины. Исторический матч болградцы, которых в качестве исполняющего обязанности главного тренера возглавил экс-игрок команды, а позже футбольный и футзальный рефери Анатолий Димитров, сменивший на этом посту известного в прошлом форварда одесского «Черноморца» Александра Щербакова, провели в Богатом, поскольку болградский стадион «Ялпуг» не соответствовал требованиям, предъявляемым клубам ПФЛ. В своём дебютном матче в профессиональном футболе «СКАД-Ялпуг» проиграл «Скале» 1:2 (первый «профессиональный» гол болградцев на счету Константина Олейника) и выбыли из розыгрыша Кубка Украины-2011/12.
4 апреля 2012 года было объявлено, что СОК «СКАД-Ялпуг» Болград прекращает участие во Всеукраинских соревнованиях по футболу среди команд клубов ПФЛ сезона 2011/2012 годов. Причиной стало недостаточное финансирование клуба, что привело к неспособности команды продолжать участие в соревнованиях.

### Национальные трофеи
Бронзовый призёр чемпионата Одесской области1963/1964

## Инфраструктура
Стадион в Болграде оборудован 2000 посадочными местами. Стадион имеет четыре сектора (10 рядов по 50 пластиковых сидений). Габариты стадиона позволяют при необходимости достроить трибуны до 5 000 посадочных мест.
Клуб планировал построить в селе Виноградное, которое расположено недалеко от трассы Одесса — Болград в 40 км от райцентра, современный отель для футбольных команд и два тренировочных футбольных поля.